# Tavastija
Tavastija (staronordijsko Tafæistaland, finsko Häme, švedsko Tavastland, rusko Ям ali Еми, Jam ali Emi) je zgodovinska pokrajina v južni Finski, ki meji na  Pravo Finsko, Satakunto, Ostrobotnijo, Savonijo in Uusimao. Hämeenlinna (starinsko švedsko Tavastehus) je zgodovinsko središče Tavastije.

## Upravna delitev
Od leta 1997 do 2010 je bila Tavastija razdeljena med  provinci Južna Finska in Zahodna Finska. Omenjeni provinci sta bili ukinjeni in Tavastije je zdaj razdeljena med pet finskih regij: Kanta-Häme (Prava Tavastija), Päijänne Tavastia, Osrednja Finska,  Pirkanmaa in Kymenlaakso. Latinsko ime Tavastia se je nanašalo na Pravo Tavastijo. Regija, ki se zdaj imenuje Häme, je v jugozahodnem delu zgodovinske Tavastije.

## Zgodovina
Prazgodovinsko obdobje Tavastije se je končalo z drugo švedsko križarsko vojno leta 1239 ali 1249, ko je postala del Švedske. V 1260-ih se je začel po ukazu Birgerja Jarla graditi grad Häme. Grad naj bi bil središče treh »grajskih grofij«. Druga dva naj bi bila grad Turku (švedsko Åbo) na ozemlju Finske in grad Viipuri (švedsko Viborg) v Kareliji. Po mirovnem sporazumu, sklenjenem v  Nöteborgu leta 1323, je grad izgubil nekaj svojega pomena kot obramba pred Rusi, vendar je ostal upravno središče. Ko je bila Finska septembra 1809 predana Rusiji, je provinca prenehala biti del Švedske. Zgodovinske pokrajine danes nimajo nobene upravne funkcije, vendar živijo kot zgodovinska dediščina tako na Finskem kot na Švedskem.
Pokrajina je bila poseljena že v kameni dobi. Severna Tavastija je bila dolgo časa divjina, v kateri so živeli Sami, obiskovali pa so jo tudi finski lovci.  Poljedelstvo se je v severne dele province počasi uvajalo šele v poznem srednjem veku. V 19. stoletju je rast lesne  industrije začel na to območje prinašati novo bogastvo. Vodne poti Näsijärvi in Vanajavesi sta omogočali enostaven transport lesa. Najpomembnejši središči papirne industrije sta bili in sta še vedno Mänttä in Valkeakoski. Najpomembnejše industrijsko središče v zgodovinski Tavastiji pa je Tampere, kjer že od začetka 19. stoletja delujejo tekstilna in kovinska industrija.

## Geografija
Zahodna Tavastija se razprostira na obeh straneh velikega drenažnega bazena Kokemäenjoki. Regiji Päijänne Tavastia in osrednja Finska v vzhodni Tavastiji se  nahajata okoli obale jezera Päijänne. Južne meje province približno sledijo grebenu Salpausselkä. Južne dele province sestavljajo ravnice, prepletene s polji in gozdovi. Proti severu se zemljišče postopoma dviguje in postaja vse bolj gričevnato. hkrati pa se zmanjšuje delež obdelovalnih površin. Vse bolj prevladujeta gozd in vresje. Severna meja Tavastije je v osrednji Finski. Ker je bilo to območje poseljeno šele v času zamenjave stare deželne ureditve z župansko ureditvijo, je starodavna deželna meja na tem območju negotova. Enako velja za severozahodno mejo s Satakunto.
Zaradi prvotnega vzorca poselitve se naseljena območja nahajajo okoli vodnih poti, polja pa so predvsem  okoli največjih jezer. Jezera so plovna, vendar brzice Kymijoki in Kokemäenjoki omejujejo plovbo do morja. Jezera tvorijo tri ločena plovna območja. Po jezeru Näsijärvi je mogoče pluti več kot 100 kilometrov severno od Tampereja, medtem ko so jezera Pyhäjärvi, Vanajavesi in Roine od 19. stoletja povezana s kanali in tvorijo pomembno vodno pot. Jezero Päijänne, drugo največje na Finskem, povezuje Lahti in Päijänne Tavastio z osrednjo Finsko in Jyväskyläjem.